# Special Operation 85
Special Operation 85: Hostage Rescue (auch The Special Operation) ist ein Computerspiel in der Rubrik Ego-Shooter, das am 16. Juli 2007 vom Entwickler Alireza Masaeli von der iranischen Studentenvereinigung Union of islamic Student Societies im „Institut für die intellektuelle Entwicklung von Kindern und jungen Erwachsenen“ in Teheran vorgestellt wurde. Ziel des Spiels ist es, das Nationalgefühl zu stärken und virtuell gegen US-amerikanische und israelische Soldaten zu kämpfen.

## Spiel
Der Spieler muss als Bahman Nasseri zwei von Israelis entführte Atomwissenschaftler befreien. Das Szenario hat einen realen Hintergrund und spielt im Libanonkrieg 1982. Weiterhin muss ein Agent gefunden werden, der iranische Geheimnisse an Israelis verraten hat. Das Spiel hat acht Level.

## Hintergrund/Entwicklung
Special Operations gilt als Antwort auf das amerikanische Spiel Kuma\War (Angriff auf Iran) von Kuma Reality Games aus dem Jahr 2004, das für heftige Reaktionen sorgte.
Das Spiel soll preisgünstig angeboten werden, damit es sich die Zielgruppe, junge Iraner, leisten kann. Es sei, so die offizielle Position, harmlos und soll Werte wie Opferbereitschaft und Märtyrertum vermitteln. Die Entwicklung dauerte drei Jahre und kostete 300 Millionen Rial (ca. 32.000 US$).